# Пјобези д'Алба
Пјобези д'Алба (итал. Piobesi d'Alba) је насеље у Италији у округу Кунео, региону Пијемонт.
Према процени из 2011. у насељу је живело 1099 становника. Насеље се налази на надморској висини од 197 м.

## Становништво
Према резултатима пописа становништва 2011. у општини је живело 1.248 становника.
| 1931. | 1936. | 1951. | 1961. | 1971. | 1981. | 1991. | 2001. | 2011. |
| ----- | ----- | ----- | ----- | ----- | ----- | ----- | ----- | ----- |
| 709   | 617   | 552   | 489   | 443   | 591   | 913   | 1.027 | 1.248 |